# Burgberg (Bad Laasphe)
Der Burgberg, auch Burg genannt, im Stadtgebiet von Bad Laasphe im nordrhein-westfälischen Kreis Siegen-Wittgenstein ist ein 563,2 m ü. NHN hoher Berg im Rothaargebirge.

## Geographie

### Lage
Der Burgberg erhebt sich im Südteil des Rothaargebirges und im Südosten des Naturparks Sauerland-Rothaargebirge. Sein Gipfel liegt 1,6 km nordwestlich von Fischelbach, 2,1 km westlich von Hesselbach und 1,9 km südöstlich von Bernshausen, die alle zu Bad Laasphe gehören. Nördlich vorbei fließt der Burbach und südlich der Gonderbach, die beide in Bergnähe in die Banfe münden.

### Naturräumliche Zuordnung
Der Burgberg gehört in der naturräumlichen Haupteinheitengruppe Süderbergland (Nr. 33) und in der Haupteinheit Rothaargebirge (mit Hochsauerland) (333) zur Untereinheit Südwittgensteiner Bergland (Wittgensteiner Lahnbergland; 333.2). Die Landschaft leitet nach Westen in den Naturraum Ederkopf-Lahnkopf-Rücken (333.01) über.

### Berghöhe
Der Burgberg ist 563,2 m hoch. In Gipfelnähe ist auf topographischen Karten die Höhenangabe „558,3“ und etwa 60 m ostsüdöstlich dieser Stelle ein trigonometrischer Punkt auf 555,3 m Höhe zu finden.

## Landschaftsschutz
Auf dem Burgberg liegen Teile des Landschaftsschutzgebiet Bad Laasphe (CDDA-Nr. 555558490; 1987 ausgewiesen; 122,9381 km² groß).

## Hesselbacher Wallburg
Auf der Gipfelregion des Burgbergs befand sich die Hesselbacher Wallburg, die von Kelten oder Germanen angelegt wurde. Die Entstehung und Nutzung der von einem Ringwall umgebenen Anlage wird auf die La-Tène-Zeit bzw. das dritte Jahrhundert vor Christus datiert. Ihr eiförmiger Innenraum ist 250 m lang und 120 m breit.